# Visby-Roma HK
Der Visby-Roma HK ist ein schwedischer Eishockeyklub aus Visby. Die Mannschaft spielt in der drittklassigen Hockeyettan.

## Geschichte
Der Visby-Roma HK konnte erstmals auf sich aufmerksam machen, als er sich in der Saison 2007/08 in der Relegation durchsetzte und in die Division 1 aufstieg. In dieser Klasse, die sich inzwischen Hockeyettan nennt, konnte sich die Mannschaft anschließend etablieren.

## Bekannte ehemalige Spieler
- Jason Deleurme